# 인천광역시수산자원연구소
인천광역시수산자원연구소(仁川廣域市水産資源硏究所)는 신품종 수산종자 생산 기술 개발과 첨단 양식 기법을 연구하고 지역 특성에 적합한 고급 어종의 수산종자를 인공적으로 생산 보급하기 위하여 설치된 인천광역시 소속기관이다. 인천광역시 옹진군 영흥면 영흥남로247번길 313에 위치하고 있다.

## 조직
- 운영지원팀
- 수산자원조성팀
- 수산질병연구팀

## 같이 보기
- 인천광역시청